# 王守信 (1921年)
王守信（1921年—1980年2月8日），女，曾担任中国黑龙江省宾县燃料公司经理兼党支部书记。截至1980年，王守信一度是中华人民共和国建国以来最大的贪污犯。

## 生平
王守信原是黑龙江省宾县燃料公司收款员，在文化大革命中，靠造反起家。她通过工业用煤的双轨价格乃至多轨价格截取货款，依靠当时疏漏的财经制度私立秘密黑金库，并贿赂大批官员，用以换取当时的紧缺物资：煤。
她1971年11月起至1978年6月，共贪污和侵吞物资折价共计507,702元，在当时经济条件下，属天文数字。此案1979年4月破获，轰动一时，是黑龙江省破获的最大的贪污集团案件。1979年10月20日，王守信被松花江地区中级人民法院依法判处死刑，并于1980年2月8日执行枪决。

## 对王守信的主要指控
黑龙江省检察院松花江分院对此案提起公诉。公诉书指出，王守信被捕前是黑龙江省宾县燃料公司党支部书记兼经理。她利用窃取的职权，不择手段地大量侵吞国家财富，从1971年11月到1978年6月，贪污现金和侵吞物资折款共500700.02元。

## 对王守信一案的判决
松花江地区中级法院经过3天公开审理后，于1979年10月20日依法判处贪污犯王守信死刑。依法判处贪污犯马占清有期徒刑十五年，窝赃犯姜淑芝(王守信长媳)有期徒刑七年，窝赃犯刘志忠(王守信次子)有期徒刑五年，窝赃、贪污犯刘志民(王守信长子)有期徒刑四年，窝赃犯王守富(王守信弟)有期徒刑三年，窝赃犯王守琴(王守信妹) 管制二年，受贿犯高玉斌有期徒刑二年，缓刑三年。王守信在被逮捕之初并未预计到会被判处死刑。在公审大会上当审判长宣布一审死刑判决被核准时，王守信仍然坚持自己无罪，并高呼口号“我是无罪的!你们才有罪!”以及“我是为真理而死!你们都是修正主义分子，我至死也不服你们！共产党人是不怕死的，共产党会替我报仇的，总有一天会为我平反……”等。

## 死刑执行情况
公审大会之后王守信即被押往刑场执行枪决。据摄影记者李振盛拍摄的一系列临刑照片以及他的目击叙述显示，王守信在临刑前仍有强烈的意志和清醒的思维。李振盛在他的目击记录里如此描述到：“下车之后，她还不忘把飘散在前额的一绺头发使劲甩到脸旁，然后神态自若地对着围满人群的刑场环视一番。随后她便踏着黑土地上皑皑白雪，拖着沉重的脚镣，甩开法警的搀扶自己迈开大步走向处决点。两名法警看见我举起相机要拍照时，他们赶紧靠上前手扶王守信的胳臂作押解状。”
此外在他的叙述里有大量的对行刑细节的描述，客观凸现了死刑的残酷和不人道。比如：“行刑时刻到了。法警长站在将被处决人犯的后方，向着停在不远处的一辆面包车挥了挥手，这是向行刑法警发出指令。一名行刑法警从容地从汽车里走下来，持枪走到指定的射击位置。法警长在现场向他发放了一粒子弹，他立即装入枪膛。法警长举起发令旗，行刑法警迅速举枪向跪在15米开外的王守信瞄准。我抢先抢拍一张法警长举旗发令、法警持枪瞄准、王守信背对枪口的“三点成一线”的画面。当我赶紧卷过胶片想拍第二张时，法警长用力向下摆动发令旗，在发令旗抖动的响声中，法警扣动了扳机，子弹飞出枪膛，直接射中王守信的后脑壳。在枪响的一刹那，我按快门时被枪声震得微微抖动，拍到这样一个瞬间画面：王守信的脑袋被枪弹穿透，脑浆迸裂，冒出来的热气与寒冷空气相接触，立即在她头顶上方化作一片白色气雾，这一团白雾被黑色土坡衬托得清晰可见。王守信在枪弹击中的巨大推力下，身体倾斜着朝前方倒下去。”

## 刘宾雁与此案的关系
刘宾雁在1979年9月发表报告文学《人妖之间》，揭露此一贪污案，在民间引起巨大反响并使此案家喻户晓。对于刘宾雁的作品是否间接促使了对王守信的死刑判决以及刘是否应对此负历史的责任，互联网上有激烈的争论。比如在著名网站《新语丝》上有人认为刘当时站在当局的立场罔顾事实严重妖魔化王守信，故应对此负完全的道义上的责任。也有人持相反的观点，认为刘文与官方通讯有本质不同，并且和其他官方媒体对此案的报道比较，刘的报告文学对此案的结局没有任何实质的影响。

## 对此案的评价
当前由于反腐的需要，此案在官方媒体上被当作文革结束后的第一腐败大案重新加以宣传。但民间许多人认为放到今天来看王守信的案情罪不致死甚至无罪。王只是转型时期的一个时代的牺牲品。据李振盛叙述胡耀邦曾过问此案并指示不要执行死刑判决。但黑龙江地方当局在请示彭真后仍然对王守信执行了死刑。从公开资料看，因为她的贪，宾县的工厂才有必须的煤炭，市民才有过冬取暖的煤炭（要知道那时计划经济物质的匮乏）；追缴的款物已近五十万，那么她既已贪到，因何不去挥霍享受呢？值得注意的结论是：为行贿而贪，行贿是为了能为宾县搞到煤炭，以此案情罪不致死。